# Jules Alexis Carlez
Jules Alexis Carlez (Caen, 10 de febrer de 1836 - idem. 24 de maig de 1922) fou un crític i compositor francès.
Estudià en el Conservatori de la seva ciutat natal i desenvolupà el càrrec d'organista de l'església de Sant Joan de la mateixa ciutat.
És autor de diverses composicions de música sagrada, cançons, corals, trios, etc., però deu principalment la seva reputació als seus treballs de crítica musical, entre els que cal citar com a més importants: Les musiciens paysagistes (1870), Grimm et la musique de son temps (1872), Angèle Cordier et Ivonne Morel (1873), L'oeuvre d'Auber (1874), Auber, apercu biographique et critique, La musique à Caen (1876), Le chant de Guillaume de Fécamp (1877), Choron, sa vie et ses travaux (1882), Catel (1895), La sociètè philharmonique du Calvados (1896), Francis de Bièville (1898), Les chansonnieres de Jacques Mangeant (1903),
i Boucher de Perthes (1906).